# 蘇賈河
蘇賈河（romanized: Sudzha）是俄罗斯西部河流，为普肖尔河的右支流，流经库尔斯克州。長63公里（39英里） ，流域面积1,102平方公里（425平方英里）。該河流经大片湿地，相中有大量河跡湖。